# Vacas (film)
Pour l’article homonyme, voir Vacas.
Pour plus de détails, voir Fiche technique et Distribution.
Vacas (littéralement « Vaches ») est un film espagnol réalisé par Julio Médem et sorti en 1992. Cette fresque suivant l'histoire de deux familles basques sur trois générations a été récompensée du prix Goya 1993 du meilleur nouveau réalisateur.

## Synopsis
Dans le Pays basque des années 1870, lors d'une bataille de la Troisième Guerre carliste, le jeune soldat Manuel Iriguíbel, par ailleurs aizcolari réputé, fait preuve de lâcheté en simulant sa mort à l'aide du sang de Carmelo Mendiluze, jeune soldat issu d'une famille voisine de celle de Manuel. Cet acte de lâcheté va se répercuter sur les trois générations suivantes de ces deux familles et entraîner une animosité grandissante jusqu'à la guerre d'Espagne qui débute en 1936.

## Fiche technique
- Titre original : Vacas
- Réalisation : Julio Médem
- Scénario : Julio Médem et Michel Gaztambide
- Pays d'origine : Espagne
- Format : couleurs - 1,66:1 - Mono - 35 mm
- Durée : 96 min
- Dates de sortie :
  - Espagne : 26 février 1992
  - France : 19 octobre 1994[2]

## Distribution
- Emma Suárez : Cristina (adulte)
- Carmelo Gómez : Manuel, Ignacio et Peru Irigibel (adulte)
- Ana Torrent : Catalina
- Karra Elejalde : Ilegorri / Lucas
- Klara Badiola : Madalen
- Txema Blasco : Manuel (vieux)
- Kandido Uranga : Carmelo / Juan
- Pilar Bardem : Paulina
- Miguel Ángel García : Peru (enfant)
- Ane Sánchez : Cristina (enfant)

## Analyse
L'esthétique du film est marquée par l'onirisme, le style de Julio Médem est parfois qualifié d’expressionniste. Le rôle des mythes fondateurs ainsi que la place de la figure maternelle ont été étudiés : sorti alors que le cinéma espagnol connaissait une certaine forme de crise, Vacas pourrait témoigner de cette désillusion à travers ces différents thèmes.